# 1453

## Събития
- 29 май (вторник) – армията на султан Мехмед II Фатих (Завоевателя) превзема Константинопол след двумесечна обсада, артилерийски обстрел с най-модерните за тази епоха оръдия и масирана атака на еничарския корпус. При атаката е убит последният византийски император Константин XI.
- 17 юли – Французите удържат решителна победа срещу англичаните в битката при Кастийон, последната от Стогодишната война.

1453 г. – създава се Ерцхерцогство Австрия.

## Родени
- Афонсу де Албукерке, португалски адмирал

## Починали
- Вацлав Коранда – хуситски проповедник
- 29 май – Константин XI Палеолог, византийски император